# Notsjö
För andra betydelser, se Notsjön.

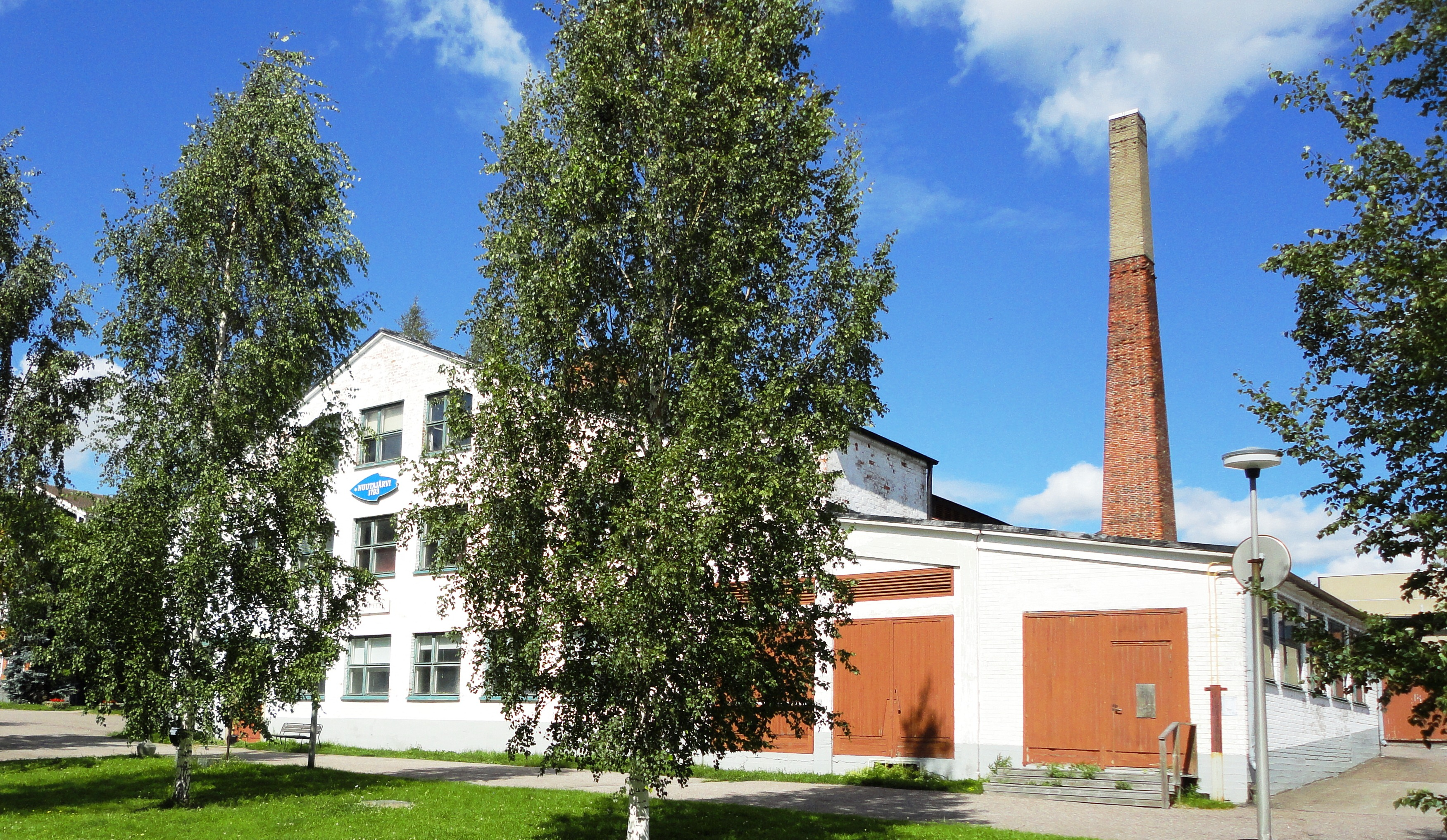
Notsjö glasbruk

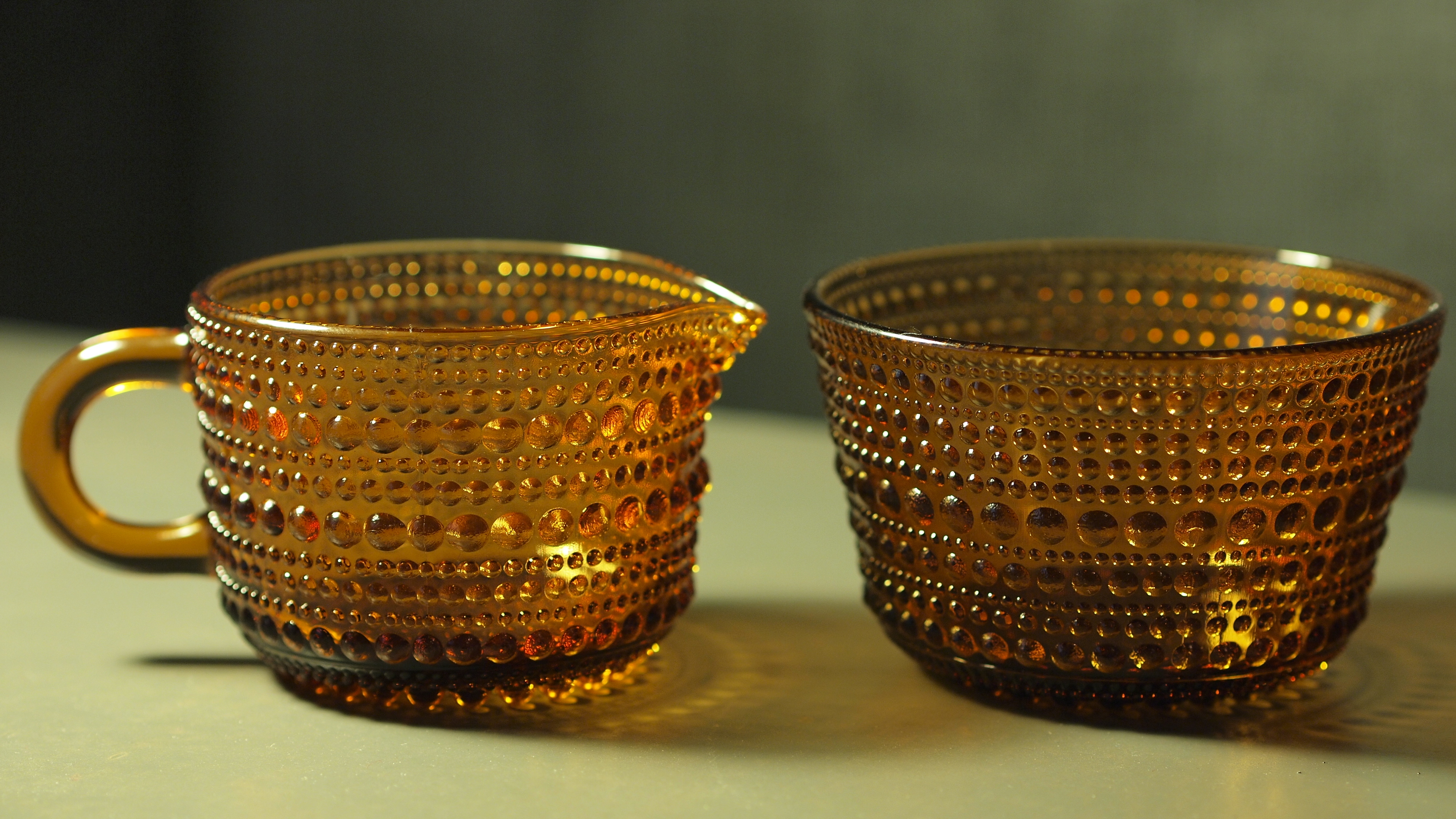
Kastehelmiglas från Notsjö glasbruk, formgivet 1964 av Oiva Toikka.

Notsjö (finska: Nuutajärvi) är en herrgård och ett glasbruk i Urdiala kommun i Egentliga Tavastland i Finland. Glasbruket är det äldsta i Finland som fortfarande är i drift.
Notsjö glasbruk grundades och startades 1793 av kapten Jakob Wilhelm de Pont och Harald Furuhielm. År 1849 ärvde Adolf Törngren Notsjö gård på mödernet. Mellan 1853 och 1859 ägde han även det berömda glasbruket. Där införde han modern processteknik och utvidgade därmed brukets produktion. På 1860-talet hade Notsjö växt till Finlands ledande glasbruk. I början av 1930-talet fanns omkring 100 anställda. År 1950 köptes glasbruket upp av Wärtsiläkoncernen och 1988 fusionerades det med Iittala.
Bland brukets formgivare märks Gunnel Nyman och Kaj Franck.
Georg Franz Stockmann från Lübeck flyttade 1852 till Finland efter att ha fått anställning som bokhållare vid Notsjö glasbruk. Bruket startade försäljningsverksamhet i Helsingfors 1858 som utvecklades till Stockmanns varuhuskoncern.